# NGC 5471
NGC 5471 (другие обозначения — MCG 9-23-30, VV 394, PGC 165629) — галактика в созвездии Большая Медведица.
Этот объект входит в число перечисленных в оригинальной редакции «Нового общего каталога».